# Isla Venado
La isla Venado es una pequeña isla costarricense perteneciente al distrito peninsular de Lepanto que se encuentra ubicada en el golfo de Nicoya, en el Océano Pacífico, cerca de las islas Bejuco y Caballo.
Venado cuenta con una superficie de 6,5 km² que mantiene un 95% de bosque tropical seco. Está rodeada de manglares y es habitada por una fauna y flora variada.
Uno de los accesos por mar es mediante el atracadero La Penca ubicado en el distrito peninsular de Lepanto.
La principal actividad económica de la isla es la pesca artesanal,[cita requerida] y su «sopa de mariscos» es un platillo célebre. Otras atracciones incluyen el senderismo ancestral o la visita al proyecto de camarones o restaurante flotante.